# Slowhand
Slowhand es el quinto álbum de estudio del músico británico Eric Clapton, publicado por la compañía discográfica RSO Records en noviembre de 1977. La publicación, cuyo título deriva del apodo de Clapton, es uno de sus trabajos en solitario más exitosos a nivel comercial y musical. Slowhand produjo dos sencillos exitosos, «Lay Down Sally» y «Wonderful Tonight», que entraron en las listas de éxitos internacionales y fueron galardonadas con diferentes certificados de ventas. En 2012, con motivo del 35º aniversario del lanzamiento original del álbum, Slowhand fue reeditado en una edición deluxe.

## Grabación
Para la grabación de Slowhand, Eric Clapton quiso trabajar con el productor musical Glyn Johns, uno de sus productores favoritos después de trabajar con grupos como The Rolling Stones y Eagles y dado que entendía el trabajo de músicos tanto británicos como estadounidenses. Durante su trabajo con Johns, Clapton notó que el productor era muy disciplinado y no le gustaban las improvisaciones, dado que le privaban de un importante tiempo de grabación. Aunque tanto Clapton como los músicos que lo acompañaban sufrían problemas de alcoholismo o solían consumir drogas durante las sesiones, Johns intentó sacar lo mejor del trabajo de cada músico, según las palabras del guitarrista.

## Portada y título del álbum
El título del álbum procede de Slowhand (en español: Mano lenta), el apodo que Giorgio Gomelsky dio a Clapton. En su autobiografía, Clapton reconoció que el apodo de Slowhand parecía funcionar mejor que su propio nombre, dado que era mejor recibido por sus seguidores estadounidenses que pensaban en un apodo propio del lejano Oeste. El diseño del álbum fue realizado por el propio Clapton con la ayuda de su esposa Pattie Boyd y de Dave Stewart, acreditados como El & Nell Ink. Entre las fotos que escogieron para la manga interior del disco de vinilo, Clapton incluyó dos con una significativa importancia: una en la que está besando a Boyd y otra de un Ferrari 365 GTC/4 accidentado que le había comprador a su amigo George Harrison. Clapton sufrió un accidente con el coche después de una gira por Australia en el que resultó herido.

## Recepción
Slowhand fue publicado el 25 de noviembre de 1977 por RSO Records. En una reseña contemporánea para la revista Rolling Stone, John Swenson encontró el modo de tocar de Clapton más sutil que antes y unas canciones sobrias y psicológicamente interesantes, especialmente «Next Time You See Her», ya que le mostraban «en contacto con el horrible poder mortal y la sufrida justicia propia que es la esencia del blues». Robert Christgau fue menos entusiasta y lamentó cómo gran parte de los mejores solos de guitarra del álbum fueron tocados por George Terry y cómo Clapton había involucionado como cantante, «sonando como si su voz se hubiese ido».
Stephen Thomas Erlewine, de Allmusic, escribió que la calidad confidente y virtuosa en el modo de tocar del grupo y la diversidad de la composición hacen que Slowhand esté «junto a 461 Ocean Boulevard entre los mejores álbumes de Clapton». Por otra parte, Dave DiMartino de Yahoo! comentó que el disco estaba lleno de éxitos y de música «de buen gusto». En 2003, Slowhand fue situado en el puesto 325 en la lista de los 500 mejores álbumes de todos los tiempos según la revista Rolling Stone.

### Censura en Argentina
La canción «Cocaine» fue censurada y eliminada de la edición argentina de Slowhand, publicada a finales de 1977. El Gobierno Militar de la época alegó que la canción de Clapton era perjudicial para los jóvenes, a los que incitaba a drogarse. La prohibición fue levantada en diciembre de 1983. El propio músico se sintió indignado al enterarse de la censura, ya que «Cocaine» es una canción antidroga y no a favor de ella. El músico llegó a comentar que es inútil escribir intencionadamente una canción que vaya en contra de las drogas y esperar a que la gente capte el significado. Después de varios años, Clapton comenzó a usar el verso that dirty cocaine (en español: Esa sucia cocaína) en sus actuaciones en directo para destacar el mensaje antidroga de la canción. Además, Clapton ha donado gran parte de sus fondos al Crossroads Centre, un centro de desintoxicación que el músico fundó en la isla de Antigua.

## Reedición
En noviembre de 2012, Polydor Records publicó una versión deluxe de Slowhand con motivo del 35º aniversario del lanzamiento original del álbum. El álbum incluyó dos discos: el primero con el álbum original además de varios temas extra, y el segundo con un concierto inédito grabado en el Hammersmith Odeon en abril de 1977. Aunque el concierto procede de la época de Slowhand, fue interpretado antes del lanzamiento del álbum, por lo que no incluye ningún tema del disco.

## Lista de canciones

### Edición original
| Cara A |                         |                                          |          |  |
| N.º    | Título                  | Escritor(es)                             | Duración |  |
| 1.     | «Cocaine»               | J.J. Cale                                | 3:38     |  |
| 2.     | «Wonderful Tonight»     | Eric Clapton                             | 3:44     |  |
| 3.     | «Lay Down Sally»        | Eric Clapton · George Terry · Marcy Levy | 3:56     |  |
| 4.     | «Next Time You See Her» | Eric Clapton                             | 4:01     |  |
| 5.     | «We're All the Way»     | Don Williams                             | 2:32     |  |

| Cara B |                      |                              |          |  |
| N.º    | Título               | Escritor(es)                 | Duración |  |
| 1.     | «The Core»           | Eric Clapton · Marcy Levy    | 8:45     |  |
| 2.     | «May You Never»      | John Martyn                  | 3:01     |  |
| 3.     | «Mean Old Frisco»    | Arthur Crudup                | 4:42     |  |
| 4.     | «Peaches and Diesel» | Eric Clapton · Albhy Galuten | 4:46     |  |
| 39:06  |                      |                              |          |  |

### Edicióndeluxe(2012)
| Disco uno |                              |                                          |          |  |
| N.º       | Título                       | Escritor(es)                             | Duración |  |
| 1.        | «Cocaine»                    | J.J. Cale                                | 3:38     |  |
| 2.        | «Wonderful Tonight»          | Eric Clapton                             | 3:44     |  |
| 3.        | «Lay Down Sally»             | Eric Clapton · George Terry · Marcy Levy | 3:56     |  |
| 4.        | «Next Time You See Her»      | Eric Clapton                             | 4:01     |  |
| 5.        | «We're All the Way»          | Don Williams                             | 2:32     |  |
| 6.        | «The Core»                   | Eric Clapton · Marcy Levy                | 8:45     |  |
| 7.        | «May You Never»              | John Martyn                              | 3:01     |  |
| 8.        | «Mean Old Frisco»            | Arthur Crudup                            | 4:42     |  |
| 9.        | «Peaches and Diesel»         | Eric Clapton · Albhy Galuten             | 4:46     |  |
| 10.       | «Looking at the Rain»        | Gordon Lightfoot                         | 3:41     |  |
| 11.       | «Alberta»                    | Tradicional                              | 2:43     |  |
| 12.       | «Greyhound Bus»              | Eric Clapton                             | 2:58     |  |
| 13.       | «Stars, Strays and Ashtrays» | Eric Clapton                             | 4:38     |  |

| Disco dos |                             |                                |          |  |
| N.º       | Título                      | Escritor(es)                   | Duración |  |
| 1.        | «Tell the Truth»            |                                | 9:00     |  |
| 2.        | «Knocking on Heaven's Door» | Bob Dylan                      | 5:17     |  |
| 3.        | «Steady Rollin' Man»        | Robert Johnson                 | 6:54     |  |
| 4.        | «Can't Find My Way Home»    | Steve Winwood                  | 6:05     |  |
| 5.        | «Further on Up the Road»    | Joe Véase · Don Robey          | 6:33     |  |
| 6.        | «Stormy Monday»             | T-Bone Walker                  | 12:39    |  |
| 7.        | «Badge»                     | Eric Clapton · George Harrison | 8:01     |  |
| 8.        | «I Shot the Sheriff»        | Bob Marley                     | 14:02    |  |
| 9.        | «Layla»                     | Eric Clapton · Jim Gordon      | 6:11     |  |

## Personal
- Eric Clapton – voz y guitarra.
- Jamie Oldaker – batería y percusión.
- Carl Radle – bajo.
- Dick Sims – teclados.
- George Terry – guitarra.
- Mel Collins – saxofón.
- Yvonne Elliman – coros.
- Marcy Levy – coros y dúo en 'The Core'.
- Glyn Johns – productor musical e ingeniero de sonido.
- El & Nell Ink. – diseño de portada.

## Posición en listas
| Lista (1977–2013)                   | Posición |
| ----------------------------------- | -------- |
| Alemania (Media Control Charts)     | 66       |
| Bélgica (Ultratop flamenca)         | 130      |
| Bélgica (Ultratop valona)           | 89       |
| Croacia (IFPI)                      | 20       |
| Dinamarca (Hitlisten)               | 19       |
| Estados Unidos (Billboard 200)      | 2        |
| Estados Unidos (Top Catalog Albums) | 48       |
| Francia (IFOP)                      | 13       |
| Nueva Zelanda (Recorded Music NZ)   | 32       |
| Noruega (VG-lista)                  | 5        |
| Países Bajos (Album Top 100)        | 17       |
| Suecia (Sverigetopplistan)          | 41       |
| Reino Unido (OCC)                   | 23       |